# Bellenhäuschen
Bellenhäuschen ist eine Ortslage in der bergischen Großstadt Solingen.

## Lage und Beschreibung
Bellenhäuschen befindet sich im äußersten Westen des Stadtbezirks Solingen-Mitte an der Landesstraße 67, der Mangenberger Straße, die Mangenberg und Aufderhöhe miteinander verbindet. Die Straße verläuft auf einem Höhenrücken zwischen dem Viehbachtal im Norden und dem Nacker Bachtal im Süden. Der ursprünglich auf freiem Feld entlang der Straße liegende Ort Bellenhäuschen ist heute in der geschlossenen Bebauung aufgegangen, der Ortsname ist heute weder im Stadtplan verzeichnet noch gebräuchlich. 
Benachbarte Orte sind bzw. waren (von Nord nach West): Untengönrath, Waldheim, Kotten, Kotter Hammer, Nacken, Jakobshäuschen, Waardt und Scheuren. 

## Etymologie
Der Ortsname leitet sich von dem Familiennamen Bell ab.

## Geschichte
In der Karte Topographia Ducatus Montani, Blatt Amt Solingen, von Erich Philipp Ploennies aus dem Jahre 1715 ist der Ort noch nicht verzeichnet. Er wurde in den Ortsregistern der Honschaft Katternberg innerhalb des Amtes Solingen geführt. Die Topographische Aufnahme der Rheinlande von 1824 verzeichnet den Ort gemeinsam mit dem Nachbarort Jakobshäuschen als Lockshäuschen. Die Preußische Uraufnahme von 1844 verzeichnet den Ort als Bellenhäuschen. In der Topographischen Karte des Regierungsbezirks Düsseldorf von 1871 ist der Ort hingegen nicht verzeichnet.
Nach Gründung der Mairien und späteren Bürgermeistereien Anfang des 19. Jahrhunderts gehörte Bellenhäuschen zur Bürgermeisterei Höhscheid und lag dort in der Flur II. (Pilghausen). Die Stadtgrenze zu Merscheid bzw. zu Wald war der Verlauf der Mangenberger Straße, da Bellenhäuschen südlich der Straße lag, fiel der Ort an Höhscheid.  
In der Mitte der 1860er Jahre wurde südlich von Bellenhäuschen die Stichbahnstrecke zwischen dem Solinger Bahnhof am Weyersberg und Ohligs trassiert. Die Bauarbeiten wurden 1867 beendet. Nach dem Bau der Müngstener Brücke entstand aus der Strecke die heutige Bahnstrecke Solingen–Remscheid. Mit der Städtevereinigung zu Groß-Solingen im Jahre 1929 wurde Bellenhäuschen ein Ortsteil Solingens. Der Ort ist in der baulichen Verdichtung in der Nachkriegszeit vollständig aufgegangen. Im Stadtplan ist er noch bis zum Jahre 1948 verzeichnet, danach verschwand er von den Kartenwerken.